# Société Libre des Beaux-Arts

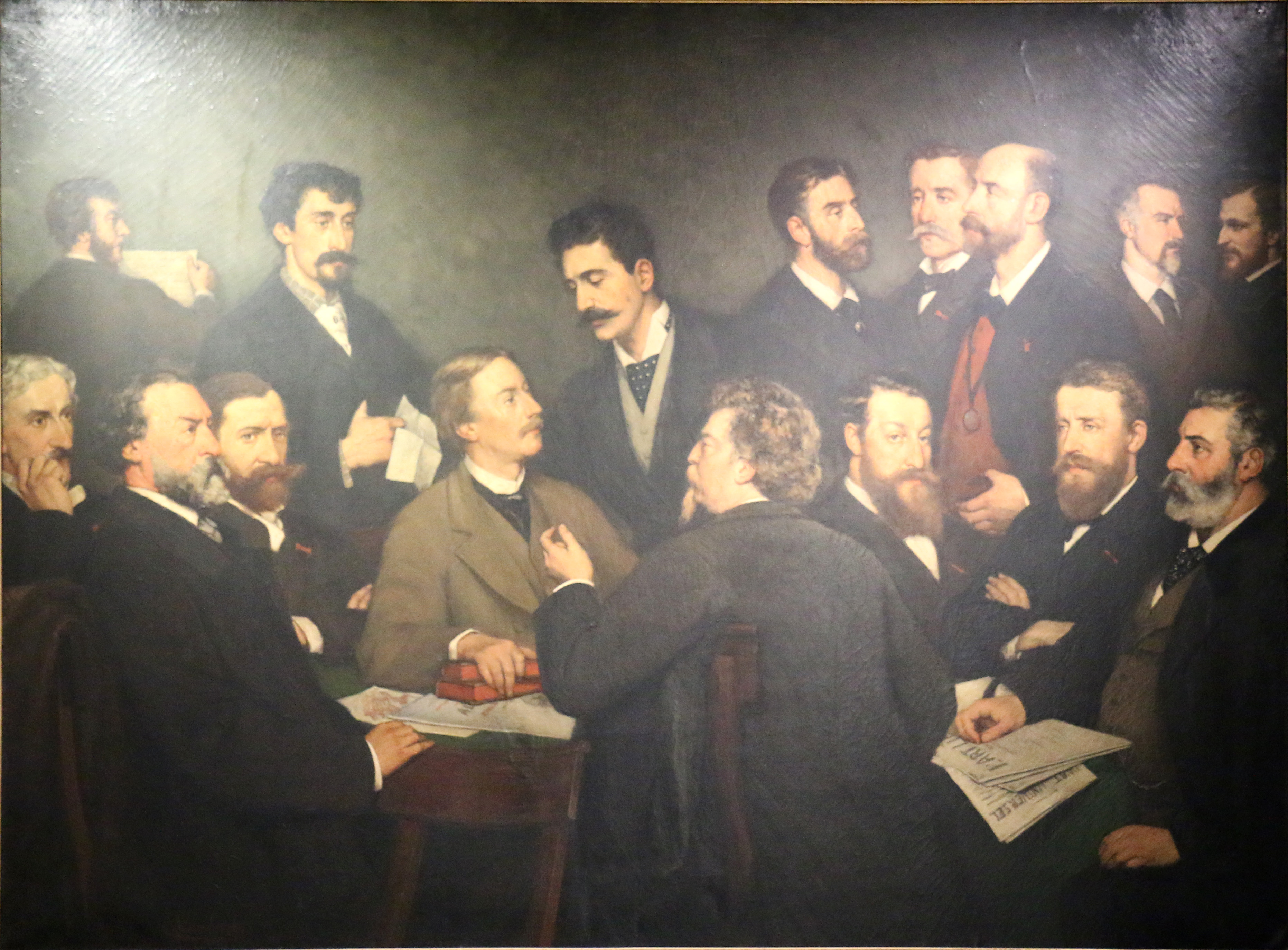
"De leden van de Société Libre des Beaux-Arts" door Edmond Lambrichs;
zittend van links naar rechts: E. Huberti, F. Boudin, Ch. Degroux, C. Van Camp, F. Bouré, A.Verwée, C. Meunier, L. Dubois; staand, van links naar rechts: E. Lambrichs, L. Artan, F. Rops, J. Raeymaeckers, J.B. Meunier, E.Smits, Th. Baron, H. De la Charlerie.
KMSKB, Brussel

De Société Libre des Beaux-Arts was een Belgische vereniging van beeldende kunstenaars die op 1 maart 1868 in Brussel gesticht werd ten huize van kunstschilder Camille Van Camp. 

## Leden, doelstellingen
De groepering wilde een vrijere, realistische kunst promoten tegenover het in hun ogen achterhaalde academisme van de oudere generatie en van sommige generatiegenoten. Hun grote voorbeeld was de Franse realistische kunstschilder Courbet. 
Er waren geen echte ledenlijsten. De eerste leden waren  Camille Van Camp, Jules Raeymaekers, Edouard Huberti en Théodore Baron. Maar ook Joseph Coosemans en  Henri van der Hecht waren er ook al vanaf het begin bij betrokken. Een groot aantal schilders vereenzelvigden zich met de doelstellingen van deze groep en namen deel aan de regelmatige groepstententoonstellingen : Louis Artan, Edouard Agneessens, Alphonse Asselbergs, Felix Bouré, Félix Cogen, Paul-Jean Clays, Marie Collart, Louis Crépin, Louis Dubois, Charles Degroux, Adrien-Joseph Heymans,  Edmond Lambrichs, Constantin Meunier, Félicien Rops, Eugène Smits, Isidore Verheyden en Alfred Verwee. 
Dit waren zowat alle progressieve Brusselse kunstenaars van dat ogenblik. Het waren in hoofdzaak schilders die aangesloten waren bij het Sint-Lucasatelier (Atelier Saint-Luc) in Brussel of behoorden tot de School van Tervuren. Op het Brusselse Salon van 1866 waren de werken van enkele van debutanten op een onopvallende plaats gezet zodat ze uit het oog van het publiek bleven. Dit had een wrevel veroorzaakt bij deze schilders. Toch waren ze opgemerkt door enkele critici, in het bijzonder Camille Lemonnier die aan deze nieuwe richting in de schilderkunst een theoretische ondersteuning zou geven. Hij werd dan ook beschouwd als woordvoerder van de enthousiaste vernieuwingsdrang van deze nieuwe generatie.
Deze vereniging zou dan langzamerhand een ommekeer teweegbrengen in de verstarde academische scene uit die tijd. Aan de groepstentoonstelling van 1872 zouden niet minder dan 68 kunstenaars deelnemen, waaronder zelfs enkele schilders uit de voorgaande generaties Jean-Baptiste Madou, Jean-François Portaels en de Nederlanders Willem Roelofs en de schilderstweeling David en Pieter Oyens. In hetzelfde jaar 1872 behaalde Hippolyte Boulenger de gouden medaille met zijn werk "De Haagbeukendreef" op het Brusselse Salon dat hen nog enkele jaren voordien veronachtzaamd had. Het academisme had volledig afgedaan op het Brusselse Salon van 1875, toen het doek "Bij dageraad" van Charles Hermans in het middelpunt van de belangstelling stond.
De vereniging werd ontbonden in 1875 want de doelstellingen werden behaald geacht. Een aantal leden bleven bij hun realistische stijl maar velen stapten over naar de nieuwe vereniging La Chrysalide die andere kunstrichting voorstond, namelijk het inheemse impressionisme.

## Eigen tijdschrift
Tussen 15 december 1871 en 1 december 1872 verscheen hun tijdschrift L'Art Libre (in totaal 22 nummers), opgevolgd door L'Art Universel (verscheen van 1873 tot 1876). Camille Lemonnier was hoofdredacteur van beide tijdschriften. Tot de andere medewerkers behoorde in hoofdzaak Louis Dubois, maar ook Charles Baudelaire. Het programma van deze vereniging verscheen in het tweede nummer van "L'Art Libre". Hiermee wilde men in naam van de artistieke vrijheid "voorgoed breken met de tirannie en alle vooroordelen van de vroegere generaties".